# Michelbach (Niederösterreich)
Michelbach este o localitate din Austria Inferioară cu o populație de 924 de locuitori.